# Hydrelia flammeolaria
Hydrelia flammeolaria (tên tiếng Anh: Small Yellow Wave) là một loài bướm đêm thuộc họ Geometridae. Nó được tìm thấy ở hầu hết miền Cổ bắc.
Sải cánh dài 14–20 mm. Có một lứa một năm, con trưởng thành bay từ giữa tháng 5 đến tháng 8.
Ấu trùng ăn nhiều loài cây rụng lá, bao gồm Alnus (bao gồm Alnus glutinosa và Alnus incana) và Acer (bao gồm Acer campestris). Ấu trùng có thể tìm thấy từ tháng 7 đến tháng 9. Nó qua mùa đông dưới dạng nhộng.

## Hình ảnh

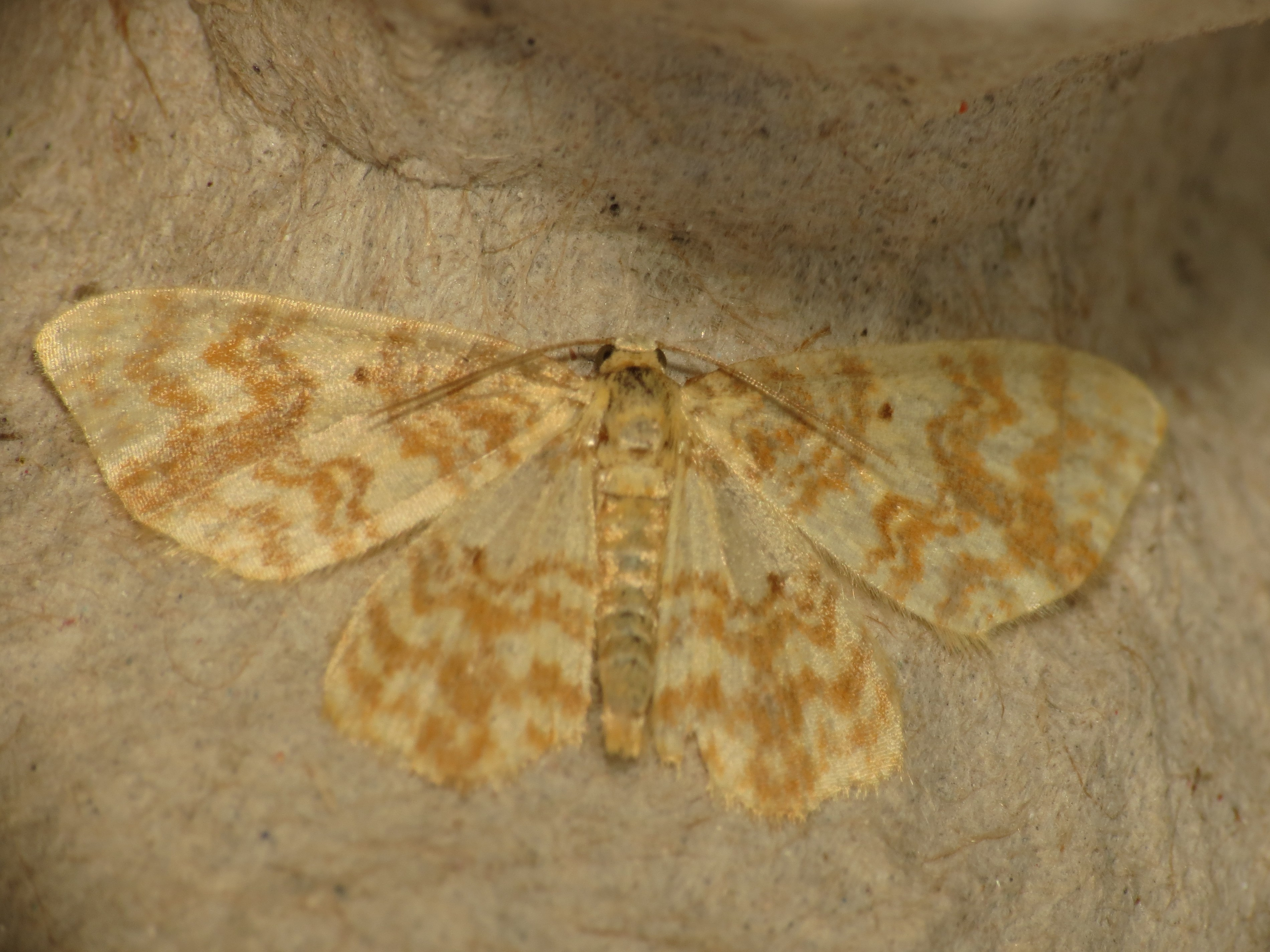
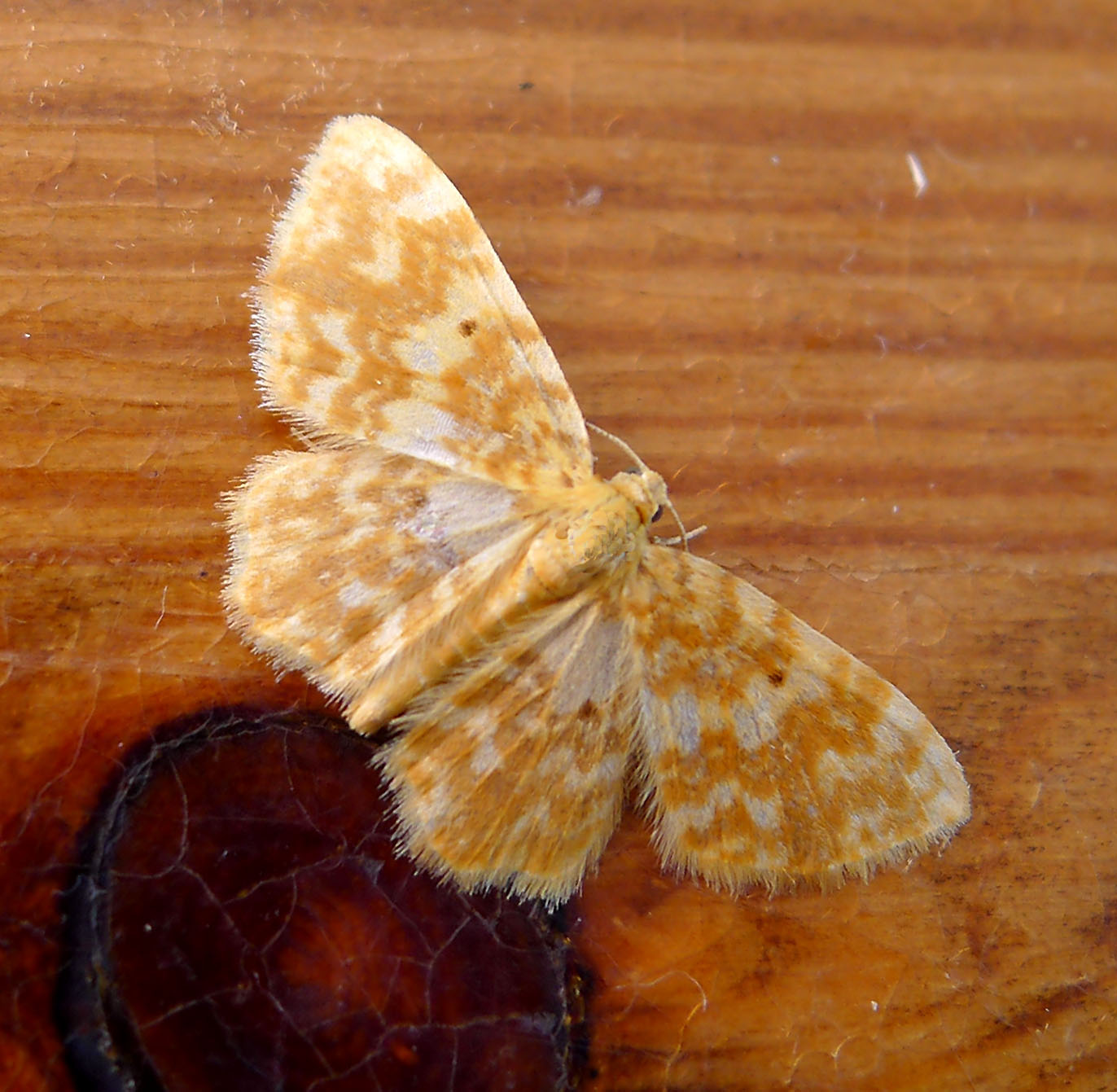
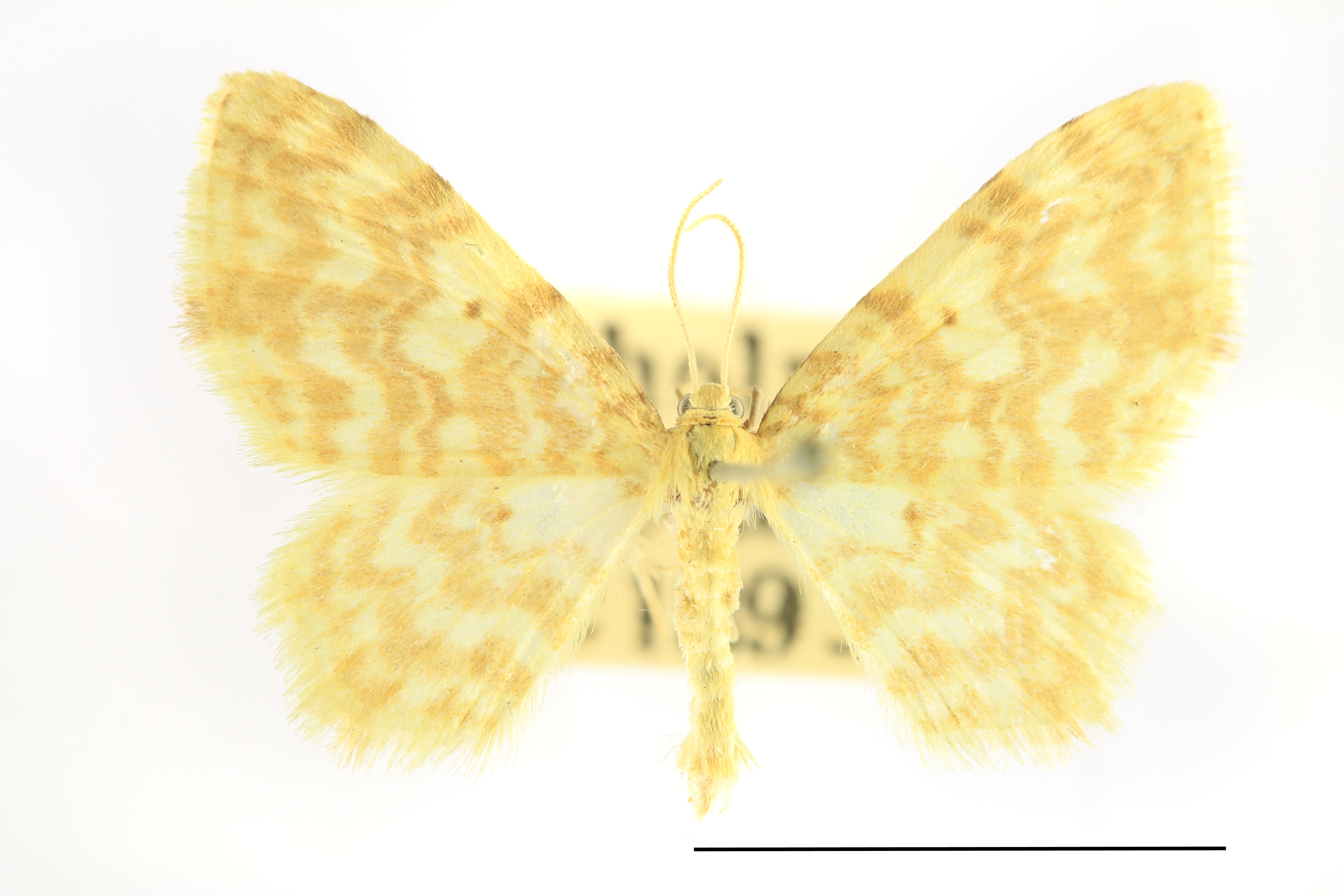
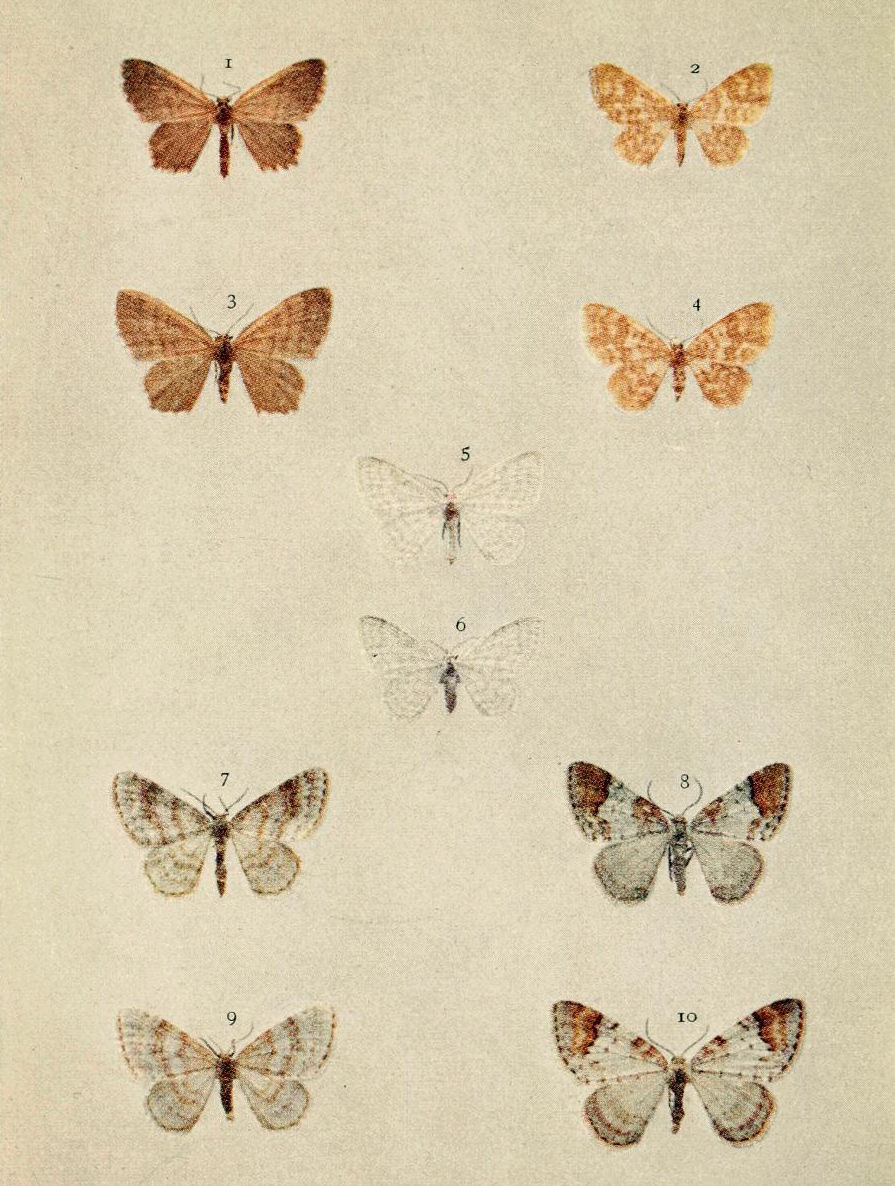